# Stor-Dalkarlstjärnen
Stor-Dalkarlstjärnen är en sjö i Örnsköldsviks kommun i Ångermanland och ingår i Husåns huvudavrinningsområde.